# كريس كورتيس
كريس كورتيس (بالإنجليزية: Chris Curtis)‏ هو كاتب أغاني وطبال بريطاني، ولد في 26 أغسطس 1941 في أولدهام في المملكة المتحدة، وتوفي في 28 فبراير 2005 في ليفربول في المملكة المتحدة.

## روابط خارجية
- كريس كورتيس على موقع IMDb (الإنجليزية)
- كريس كورتيس على موقع ميوزك برينز (الإنجليزية)
- كريس كورتيس على موقع أول ميوزيك (الإنجليزية)
- كريس كورتيس على موقع ديسكوغز (الإنجليزية)